# 聖埃夫斯特拉蒂奧斯島

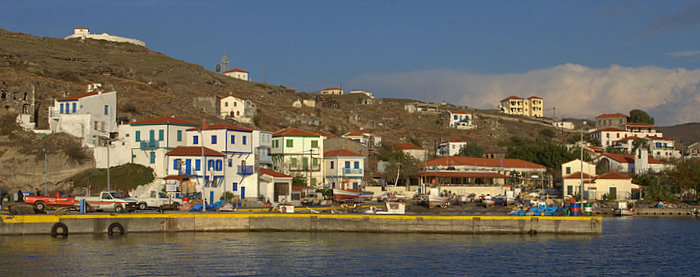
聖埃夫斯特拉蒂奧斯村

聖埃夫斯特拉蒂奧斯島（希臘語：Άγιος Ευστράτιος）是希臘的島嶼，位於愛琴海北部，距離利姆諾斯島30公里，長11公里、寬6公里，面積43.325平方公里，2021年人口257人。

## 行政
行政上该岛隶属北愛琴大區利姆诺斯专区圣埃夫斯特拉蒂奥斯市镇，该市镇还包括附近的两个无人居住的岛屿。岛上的唯一定居点为圣埃夫斯特拉蒂奥斯村，位于岛上的西海岸。

## 交通
岛上有一个港口，全年有轮渡前往利姆诺斯岛及希腊大陆的拉夫里翁。村子外边有一个直升机场，但主要用于急救、海防及军事用途。

## 图集

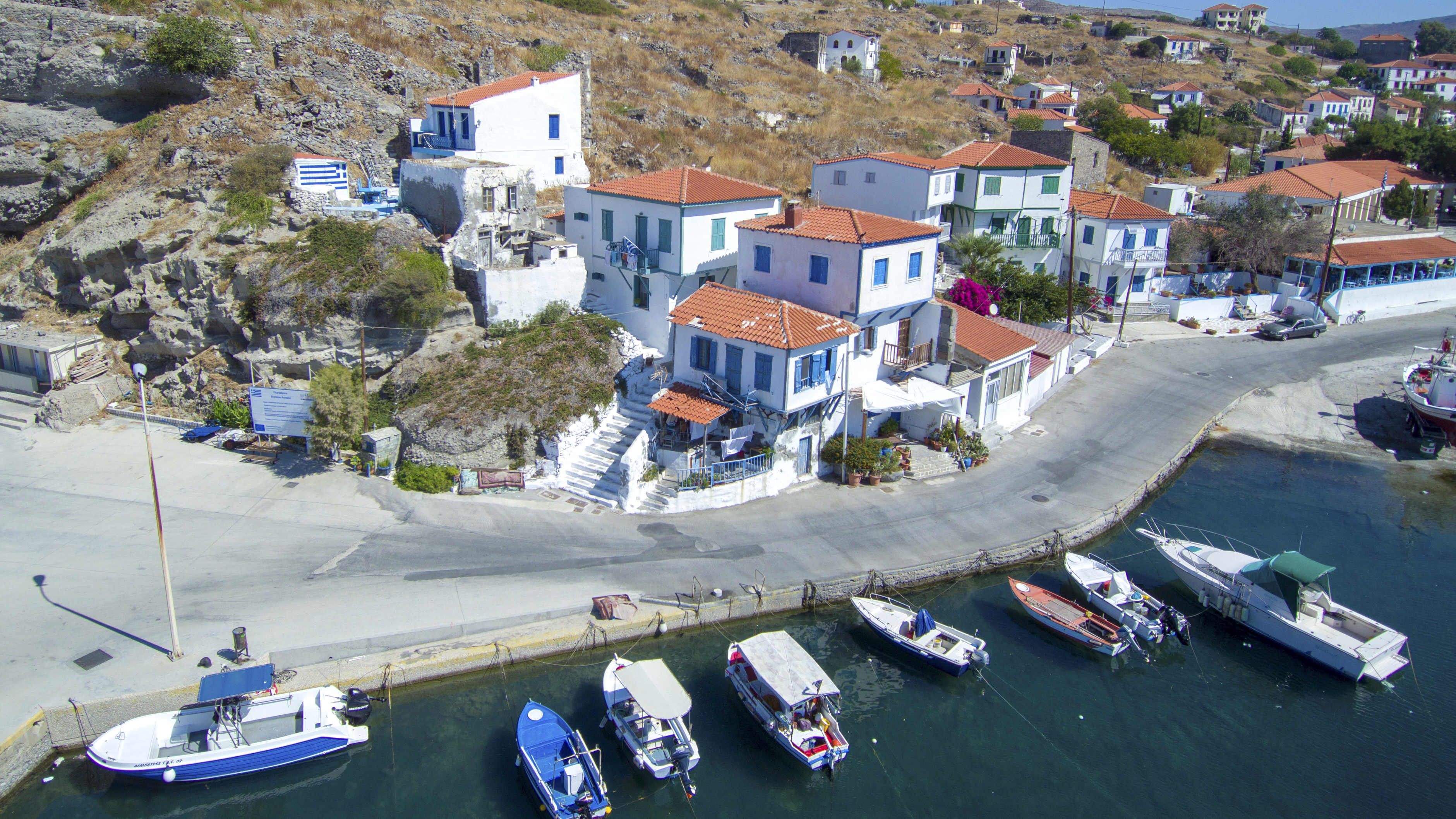
风景
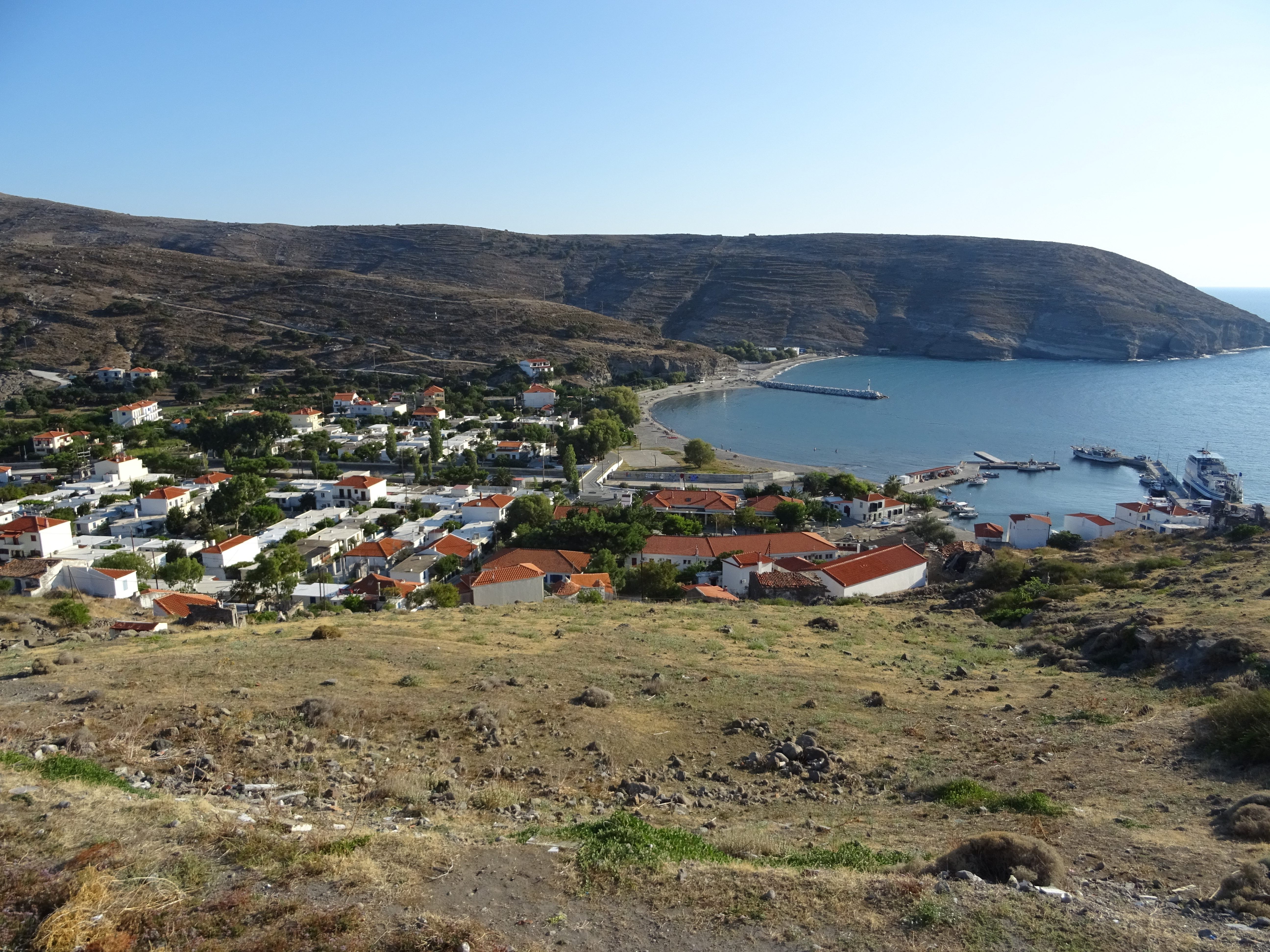
远眺
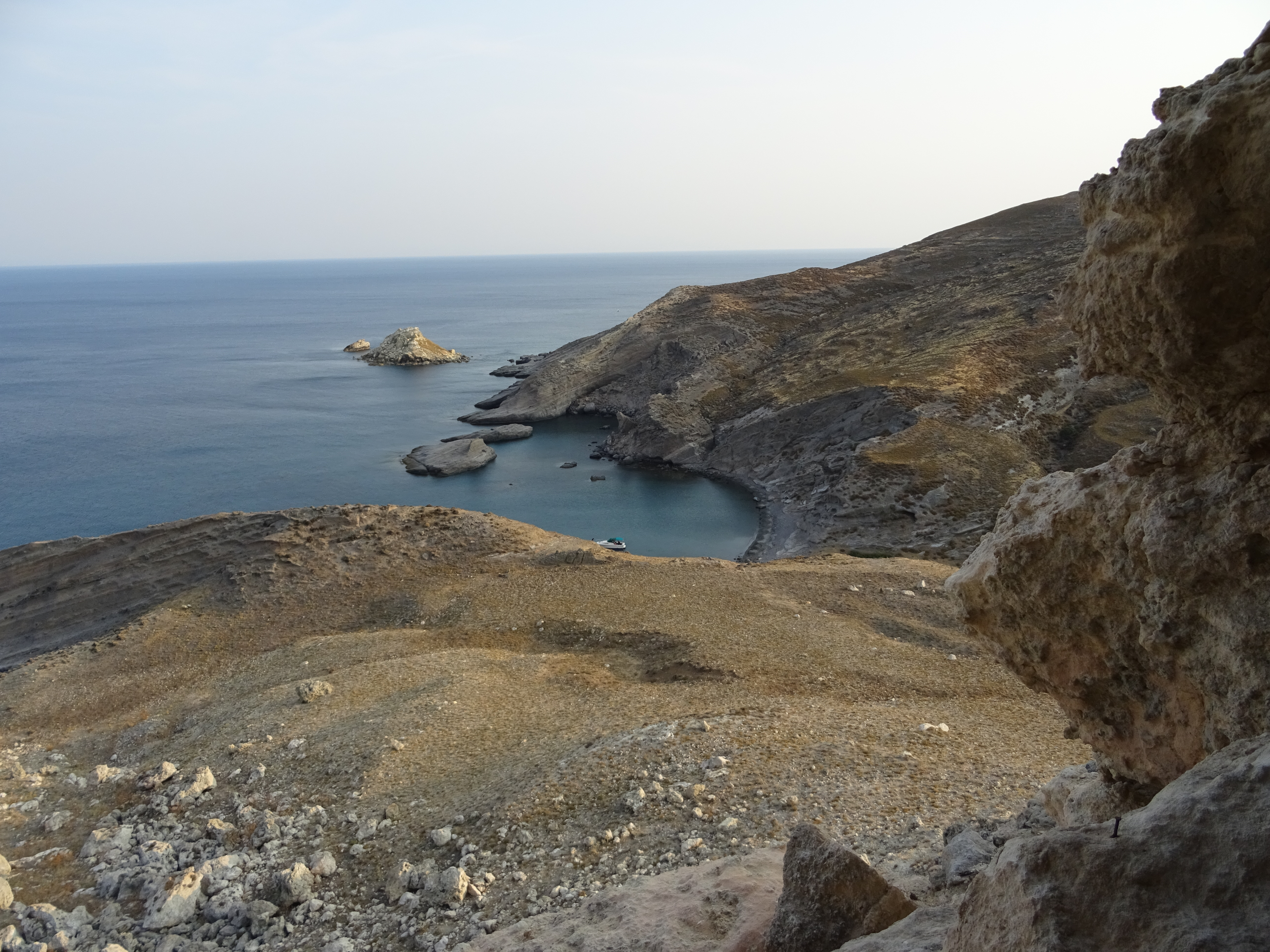
海滩

## 外部連結
- 圣埃夫斯特拉蒂奥斯市镇官方网站 （页面存档备份，存于） （希腊文）